# Elgabry Rangel
Elgabry Ricardo Rangel Especiano (ur. 3 kwietnia 1982 w Tuxpan) – meksykański piłkarz występujący na pozycji prawego pomocnika, obecnie zawodnik Jaguares.

## Kariera klubowa
Rangel jest wychowankiem zespołu Club Santos Laguna z siedzibą w mieście Torreón. Do treningów seniorskiej drużyny został włączony jako dwudziestolatek przez szkoleniowca Sergio Bueno i w meksykańskiej Primera División zadebiutował 25 sierpnia 2002 w przegranym 0:1 spotkaniu z Américą. Już rok później został podstawowym zawodnikiem swojej ekipy i premierowego gola w najwyższej klasie rozgrywkowej strzelił 18 kwietnia 2004 w zremisowanej 2:2 konfrontacji z Pachucą. W 2004 roku wygrał z Santos Laguną rozgrywki InterLigi, dzięki czemu mógł wziąć udział w Copa Libertadores. Tam doszedł ze swoim zespołem do 1/8 finału. Barwy pierwszej drużyny Santos Laguny reprezentował przez pięć lat, jednak nie odniósł z nią większych sukcesów. W lipcu 2007 przeszedł do drużyny Tecos UAG z siedzibą w Guadalajarze. Szybko wywalczył sobie miejsce w wyjściowej jedenastce. W 2010 roku ponownie zagrał w InterLidze, zajmując w tych rozgrywkach drugie miejsce. Kilka tygodni później wystąpił w kolejnym Copa Libertadores, tym razem odpadając z turnieju już w rundzie wstępnej. Mimo regularnej gry w wyjściowej jedenastce, po sezonie 2011/2012 spadł z Tecos do drugiej ligi.
Latem 2012 Rangel na zasadzie wypożyczenia zasilił zespół Jaguares de Chiapas z siedzibą w Tuxtla Gutiérrez.
| Sezon     | Klub                | Kraj   | Rozgrywki        | Mecze | Bramki |
| --------- | ------------------- | ------ | ---------------- | ----- | ------ |
| 2002/2003 | Club Santos Laguna  | Meksyk | Primera División | 4     | 0      |
| 2003/2004 | Club Santos Laguna  | Meksyk | Primera División | 34    | 2      |
| 2004/2005 | Club Santos Laguna  | Meksyk | Primera División | 35    | 2      |
| 2005/2006 | Club Santos Laguna  | Meksyk | Primera División | 29    | 3      |
| 2006/2007 | Club Santos Laguna  | Meksyk | Primera División | 31    | 3      |
| 2007/2008 | Tecos UAG           | Meksyk | Primera División | 25    | 0      |
| 2008/2009 | Tecos UAG           | Meksyk | Primera División | 24    | 2      |
| 2009/2010 | Tecos UAG           | Meksyk | Primera División | 31    | 2      |
| 2010/2011 | Tecos UAG           | Meksyk | Primera División | 31    | 2      |
| 2011/2012 | Tecos UAG           | Meksyk | Primera División | 29    | 1      |
| 2012/2013 | Jaguares de Chiapas | Meksyk | Primera División |       |        |